# 竹本村
23°31′34″N 120°15′52″E / 23.52611°N 120.26444°E
竹本村位於臺灣嘉義縣六腳鄉中部偏北，北港溪南岸，是嘉義縣的北界，北與雲林縣水林鄉溪墘村隔溪比鄰；東臨六腳鄉豐美村；南臨六腳鄉潭墘村；西臨六腳鄉魚寮村及永賢村。
面積約1.37平方公里，行政區包含15個鄰，281戶，人口數約697人。目前聚落的建築仍保存「八卦陣」的形式，由小巷組成主要道路，為先民防禦盜匪的獨特做法。

## 地理
區域內為北港溪沖積形成的平原地形，由目前有台19線省道經過為主要道路，竹仔腳聚落被嘉52縣道分割為南北兩部分，北邊為竹本村，南邊為永賢村。
旱田作物仍為本區域的主要土地利用，如蘆筍、玉米、甘蔗及季節性蔬果。

## 聚落歷史
據調查，本區域的開墾歷史可以追溯至明朝永曆11年（西元1657年），當時泉州同安縣人陳德卿、陳士政等人率領宗族開拓，後稱為竹仔腳庄。約包括今日的竹本村跟永賢村。
新庄仔聚落形成時間約於清末年，因北港溪氾濫，溪畔居民遷居成為今日的聚落。

## 教育
區域內設有六腳國民小學新生分校。此校於1946年成立台南縣六腳國民學校竹子腳分離教室、1950年為嘉義縣六腳鄉國民學校新生分校，1953年獨立成為嘉義縣六腳鄉新生國民學校。因人口漸少，2006年併入六腳國民小學，為新生分校。
本村無設立國中，為六嘉國民中學的學區。

## 文化資源
德安宮：為民間信仰的廟宇，建立於1921年(大正10年)，主祀武德英侯。